# Odrzuceni
Partition (ang.: „Podział", pol. tytuł „Odrzuceni") to dramat kanadyjski z 2007 roku. Reżyser filmu Vic Sarin był za ten film nominowany do nagród za zdjęcia, scenariusz i reżyserię. W roli sikha Giana – Jimi Mistry, w roli muzułmanki Naseem – Kristin Kreuk.

## Opis fabuły
Film przedstawia historię miłosną, której tłem jest podział Indii w 1947 roku po odzyskaniu niepodległości. Wyzwalające się spod brytyjskiej okupacji Indie przeżywają tragedię podziału na muzułmański Pakistan i świeckie Indie. Granica podziału przebiega przez Pendżab sikhów. Miliony muzułmanów uciekają z Indii do Pakistanu, mijając sikhów i hindusów uchodzących z Pakistanu do Indii. Do Delhi przyjeżdżają z Pakistanu pociągi wypełnione trupami tysięcy sikhów i hindusów zabitych przez muzułmanów. Na zasadach wzajemności podczas ucieczki do Pakistanu dochodzi do gwałtów i rzezi na muzułmanach. Krew za krew. W szale zabijania trudno o zwykły odruch serca. Nie można oczekiwać pomocy okazanej potrzebującym. Nikt nie broni krzywdzonych. Sikh Gian (Jimi Mistry) znajduje w lesie przerażoną dziewczynę muzułmańską Naseem (Kristin Kreuk). Uniknęła śmierci z rąk przeciwników muzułmanów. Nie zna tu nikogo. W każdej chwili spodziewa się gwałtu lub śmierci. Gian roztacza opiekę nad dziewczyną. Ukrywa ją we własnym domu. Powoli rodzi się między nimi miłość. Wyrasta ze zrozumienia cierpienia, którego doświadczyło każde z nich. Ze współczucia. Gdy mieszkańcy wioski odkrywają obecność muzułmanki, Gian potrafi z odwagą i zdecydowaniem obronić jej. Wieś akceptuje ostatecznie ich małżeństwo, cieszy się ich rodzicielstwem. Mija kilka lat ich szczęśliwego życia, gdy Naseem dowiaduje się o losie swojej rodziny. Wyjeżdża na miesiąc do Pakistanu, aby zobaczyć matkę i braci. Mijają miesiące. Naseem nie wraca do męża i synka. Gian wyrusza do Pakistanu, aby odnaleźć żonę. Jego miłość jest większa niż granice dzielące dwa wrogie państwa, niż nienawiść i uprzedzenia w sercach ludzi.

## Obsada
- Jimi Mistry	... 	Gian Singh / Mohammad Hassan
- Kristin Kreuk	... 	Naseem Khan
- Neve Campbell	... 	Margaret Stilwell
- John Light	... 	Walter Hankins
- Irfan Khan	... 	Avtar Singh
- Madhur Jaffrey	... 	Shanti Singh
- Aarya Babbar	... 	Akbar Khan, brat Naseem
- Lushin Dubey	... 	Mumtaz Khan, matka Naseem
- Chenier Hundal	... 	Zakir Khan, brat Naseem
- Jesse Moss	... 	Andrew Stilwell
- Jaden Rain	... 	Vijay G. Singh, syn Giana
- Dolly Ahluwalia	... 	Rani
- Darshan Aulahk	... 	Man #1